# 篠綾子
篠 綾子（しの あやこ、1971年 - ）は、日本の小説家、時代小説作家、歴史小説作家。

## 経歴・人物
埼玉県春日部市生まれ。小学生の頃から作家になることを志望していた。東京学芸大学を卒業する。大学では、古典文学を専攻している。私立高校に国語教師として勤務する傍ら小説を執筆している。1999年、『春の夜の夢のごとく 新平家公達草紙』で第4回健友館文学賞を受賞し、小説家デビューを果たす。2003年、「明月に楽す」で第20回新風舎出版賞（フィクション部門）奨励賞を受賞する。2005年、短編「虚空の花」で第12回九州さが大衆文学賞の佳作を受賞する。佳作を受賞した2005年を振り返って、「1年前には思ってもみなかったことが次々に起きた。子どものころからの夢が叶い、忘れられない年になった」との旨を語っている。時代小説、歴史小説などを執筆している。平安時代・鎌倉時代の古典文学に親しんできたため、主にそうした時代を小説の題材にしているが、江戸時代を題材とした小説にも挑戦している。2017年、「更紗屋おりん雛形帖」シリーズで第6回歴史時代作家クラブ賞（シリーズ賞）受賞。2019年、「青山に在り」で第8回日本歴史時代作家協会賞（作品賞）受賞。

## 作品リスト

### 更紗屋おりん雛形帖シリーズ（完結）
- 墨染の桜（2014年7月 文春文庫）
- 黄蝶の橋（2015年2月 文春文庫）
- 紅い風車（2015年8月 文春文庫）
- 山吹の炎（2016年2月 文春文庫）
- 白露の恋（2016年8月 文春文庫）
- 紫草の縁（2017年2月 文春文庫）

### 代筆屋おいちシリーズ
- 梨の花咲く（2015年7月 ハルキ文庫）
- 恋し撫子（2016年1月 ハルキ文庫）
- 星合の空（2016年7月 ハルキ文庫）
- おしどりの契り（2017年1月 ハルキ文庫）

### 藤原定家・謎合秘帖シリーズ
- 幻の神器（2014年12月 角川文庫）
- 華やかなる弔歌（2015年3月 角川文庫）

### 紫式部の娘。シリーズ
- 賢子がまいる！（2016年7月 静山社）
- 賢子はとまらない！（2017年9月 静山社）

再刊
- 『紫式部の娘。賢子がまいる!』ほるぷ出版、2019年3月。ISBN 978-4-593-10078-1。
- 『紫式部の娘。賢子はとまらない!』ほるぷ出版、2019年3月。ISBN 978-4-593-10079-8。

### 江戸菓子舗照月堂シリーズ
- 望月のうさぎ（2017年7月 ハルキ文庫）
- 菊のきせ綿（2018年1月 ハルキ文庫）
- 『親子たい焼き』角川春樹事務所〈ハルキ文庫 時代小説文庫〉、2018年7月。ISBN 978-4-7584-4185-8。
- 『しのぶ草』角川春樹事務所〈ハルキ文庫 時代小説文庫〉、2019年1月。ISBN 978-4-7584-4225-1。
- 『ほおずき灯し』角川春樹事務所〈ハルキ文庫 時代小説文庫〉、2019年10月。ISBN 978-4-7584-4294-7。
- 『雪ひとひら』角川春樹事務所〈ハルキ文庫 時代小説文庫〉、2020年2月。ISBN 978-4-7584-4321-0。
- 『子育て飴』角川春樹事務所〈ハルキ文庫 時代小説文庫〉、2020年7月。ISBN 978-4-7584-4351-7。
- 『宝の船』角川春樹事務所〈ハルキ文庫 時代小説文庫〉、2021年1月。ISBN 978-4-7584-4384-5。
- 『神様の果物』角川春樹事務所〈ハルキ文庫 時代小説文庫〉、2021年7月。ISBN 978-4-7584-4422-4。

### 絵草紙屋万葉堂シリーズ
- 『鉢植えの梅』小学館〈小学館文庫〉、2018年5月。ISBN 978-4-09-406512-1。
- 『初春の雪』小学館〈小学館文庫〉、2018年11月。ISBN 978-4-09-406574-9。
- 『揚げ雲雀』小学館〈小学館文庫〉、2019年4月。ISBN 978-4-09-406624-1。
- 『堅香子の花』小学館〈小学館文庫〉、2019年11月。ISBN 978-4-09-406712-5。

### 万葉集歌解き譚シリーズ
- 『からころも』小学館〈小学館文庫〉、2020年5月。ISBN 978-4-09-406772-9。
- 『たまもかる』小学館〈小学館文庫〉、2020年10月。ISBN 978-4-09-406829-0。
- 『くさまくら』小学館〈小学館文庫〉、2021年5月。ISBN 978-4-09-407020-0。

### 小烏神社奇譚シリーズ
- 『弟切草』幻冬舎〈幻冬舎時代小説文庫〉、2020年6月。ISBN 978-4-344-42996-3。
- 『梅雨葵』幻冬舎〈幻冬舎時代小説文庫〉、2020年12月。ISBN 978-4-344-43044-0。
- 『蛇含草』幻冬舎〈幻冬舎時代小説文庫〉、2021年6月。ISBN 978-4-344-43100-3。

### その他
- 春の夜の夢のごとく 新平家公達草紙（2001年5月 健友館）
- 義経と郷姫 悲恋柚香菊河越御前物語（2005年4月 角川学芸出版 のち文庫『義経と郷姫』）
- 山内一豊と千代（2005年10月 角川学芸出版）
- 浅井三姉妹 江姫繚乱（2010年11月 NHK出版）
- 蒼龍の星【上】 若き清盛（2011年10月 文芸社文庫）
- 蒼龍の星【中】 清盛の野望（2011年12月 文芸社文庫）
- 蒼龍の星【下】 覇王清盛（2012年2月 文芸社文庫）
- 女人謙信（2014年4月 文芸社文庫）
- 武蔵野燃ゆ 比企・畠山・河越氏の興亡（2014年11月 比企総合研究センター）
- がらしあ 紅蓮の聖女（2015年2月 文芸社文庫）
- 白蓮の阿修羅（2015年11月 出版芸術社）
- 月蝕 在原業平歌解き譚（2015年12月 小学館文庫）
- 岐山の蝶（2019年12月 集英社文庫）
- 『青山に在り』KADOKAWA、2018年12月。ISBN 978-4-04-107230-1。
- 『びいどろ金魚』角川春樹事務所〈ハルキ文庫 時代小説文庫〉、2019年5月。ISBN 978-4-7584-4259-6。
- 『酔芙蓉』講談社、2019年5月。ISBN 978-4-06-515559-2。
- 『岐山の蝶』集英社〈集英社文庫 歴史時代〉、2019年12月。ISBN 978-4-08-744063-8。
- 『天穹の船』KADOKAWA、2020年2月。ISBN 978-4-04-109014-5。
- 『桜小町 宮中の花』集英社〈集英社文庫 歴史時代〉、2020年8月。ISBN 978-4-08-744149-9。
- 『あかね紫』集英社〈集英社文庫〉、2021年3月。ISBN 978-4-08-744229-8。
- 藤原道長 王者の月（2023年8月 PHP文庫） ISBN 978-4569903422